# Dubaj
Dubaj (hivatalos magyar átírása szerint) vagy Dubai (az elterjedt angol átírás szerint) az Egyesült Arab Emírségek legnépesebb városa és az azonos nevű emírség (emirátus) fővárosa.
A 18. században kis halászfaluként alapított város a 21. század elején gyorsan növekedett, a turizmusra és a luxusra összpontosítva. Itt található a világon a második legtöbb ötcsillagos szálloda és a világ legmagasabb épülete, a 828 méter magas Burdzs Kalifa. Dubaj napjainkban a világ egyik legnépszerűbb turisztikai célpontja.
Az Arab-félsziget keleti részén, a Perzsa-öböl partján fekszik, és az utas- és teherszállítás egyik legfontosabb globális közlekedési csomópontja. Az olajbevételek segítettek felgyorsítani a város fejlődését, amely már egyébként is jelentős kereskedelmi csomópont volt. A 20. század eleje óta a regionális és nemzetközi kereskedelem központja, Dubaj gazdasága a kereskedelem, az idegenforgalom, a légi közlekedés, az ingatlanok és a pénzügyi szolgáltatások bevételeire támaszkodik. Az olajtermelés 2018-ban az emírség GDP-jének kevesebb mint 1 százalékát adta. A számtalan innovatív, nagyszabású építészeti és egyéb beruházásaival, valamint kiemelkedő sporteseményeivel szintén ismertté vált a világ számára. A város lakossága körülbelül 3,49 millió fő (2021-ben).

## Etimológia
A Dubaj szó nyelvi eredete vita tárgyát képezi, mivel néhány kutató perzsa eredetűnek gondolja, míg mások arabnak vélik. Fedel Handhal, az Egyesült Arab Emírségek kultúrtörténetének kutatója szerint a Dubaj szó a Daba kifejezésből származik [további származéka Yadub], ami csúszást jelent, és valószínűleg a Dubaj-öböl áramlására utal.

## Történelem

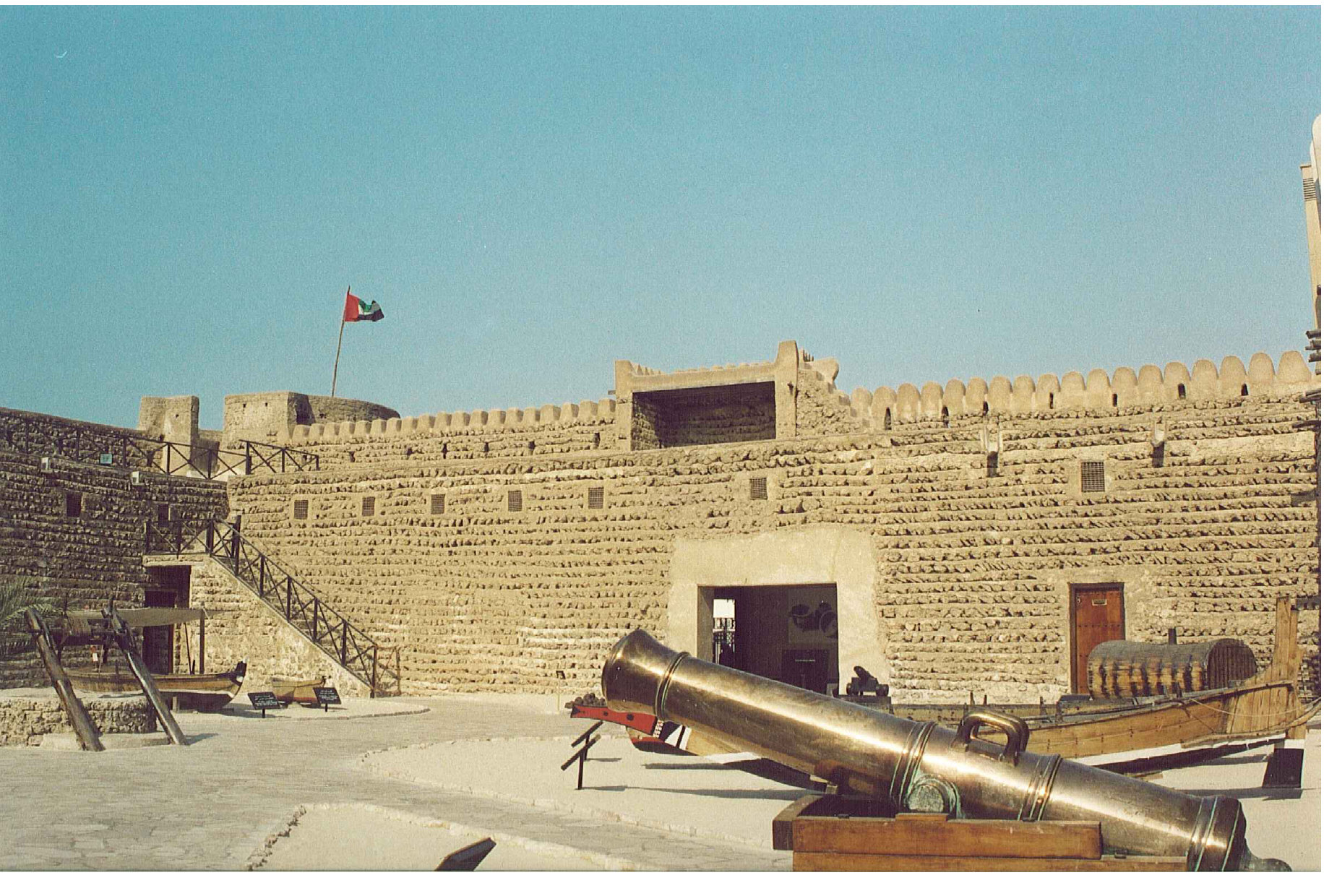
Az 1799-ben épült Al Fahidi erőd a legrégibb, még álló épület Dubajban (jelenleg a Dubaj Múzeum részét képezi)

Az iszlám kultúra születéséről a Délkelet-Arab-félszigeten nagyon keveset tudunk, kivéve, hogy a környék számos ősi városa kereskedelmi központ volt a keleti és a nyugati világ között. Az ősi mangrovemocsár maradványait, melynek létezése legalább 7000 évre nyúlik vissza, a csatornarendszer átépítésekor fedezték fel Dubajban. 5000 évvel ezelőtt még homok borította a területet, beleértve a város mostani partvonalát is.
Az iszlám elterjedése előtt a helyiek a Badzsir nevű istenségnek hódoltak. Ez az időszak a bizánci nagyhatalmak időszaka volt.
Az iszlám elterjedése után Ommajjád kalifa kezébe került a hatalom. A Dubaji Múzeum ásatásai szerint Al-Jumayra (Dzsumeira) régióban találtak több leletet, mely az omajjád-időszak fennállását igazolja.
A legkorábbi írásos feljegyzés, mely említést tesz Dubajról, 1095-ből származik, az andalúz–arab földrajztudós, Abu Abdullah al-Bakri említi földrajzkönyvében. A velencei gyöngykereskedő, Gaspero Balbi 1580-ban látogatott a területre, Dubajt (Dibei) gyöngyipara miatt említi meg. Egy település fennállásáról hivatalos források csak 1799 után értekeznek.

### 19. század
A 19. század elején, az Al Abu Falasa-klán (House of Al-Falasi) létesítette Dubajt, amely továbbra is Abu-Dzabitól függött, egészen 1833-ig. 1820. január 8-án a dubaji sejk és a régió többi sejkje aláírta az Általános Tengerbiztonsági Békeszerződést a brit kormánnyal. 1833-ban azonban az Ál Maktúm-dinasztia (szintén a House of Al-Falasi klán leszármazottjai) Bani Yas törzse elhagyta Abu-Dzabit, és átvette Dubai irányítását az Abu Fasala-klántól minden ellenállás nélkül.
Dubaj az 1892-es kizárólagos megállapodás értelmében az Egyesült Királyság védelme alá került, így a britek beleegyeztek abba, hogy megvédjék Dubajt az Oszmán birodalom támadásai ellen. Az 1800-as években két katasztrófa is sújtotta a várost. Az első 1841-ben következett be, amikor a helyi Bur Dubaiban himlőjárvány tört ki, melynek hatására a lakosok nagy része keletebbre, Deirába költözött. A második 1894-ben, amikor Deirában pusztított tűzvész, s a legtöbb otthon leégett. Ennek ellenére a város földrajzi fekvése miatt továbbra is vonzotta a kereskedőket a régióba. A dubaji emír szívesen fogadta őket, és csökkentette a kereskedelmi adók összegét is, amely a régió akkori legfontosabb kereskedelmi csomópontjaiból, a távoli Sardzsából (Sharjah) és Bandar Lengehből is ide csalogatta az üzletkötőket.

### 20. század

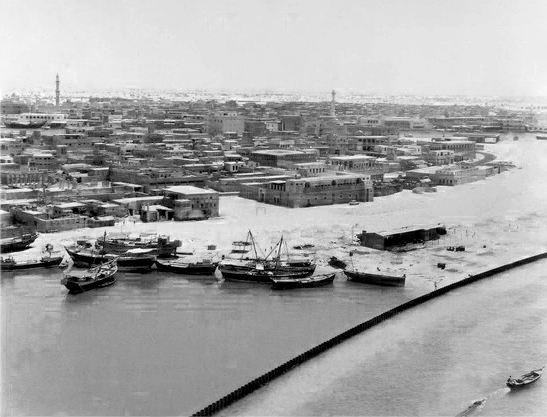
Az Ál Rász körzet a Deira negyedben az 1960-as években

Dubaj Iránhoz való földrajzi közelsége is fontossá tette a helyet. A város jelentős kikötője volt a külföldi kereskedőknek, elsősorban az irániaknak, akik végül le is telepedtek itt. Az 1930-as évekig Dubaj a gyöngyhalászatáról volt nevezetes. A gyöngyipar először az első világháború során sérült helyrehozhatatlanul, majd az 1920-as évek gazdasági válsága miatt. Következésképpen a városból sokan kivándoroltak, a Perzsa-öböl más részeit választva otthonukul.
1947-ben határvita robbant ki Dubaj és Abu-Dzabi között a közös határ északi részét illetően, mely a két állam háborújába csapott át. Az ellenségeskedés átmeneti beszüntetésében a britek által felállított választott bírák is szerepet játszottak.
Az emirátusok közötti határviták az Egyesült Arab Emírségek megalakulása után is folytatódtak; csak 1979-ben született meg az a hivatalos kompromisszum, mely végleg pontot tett az összetűzésre. A villamos energiát 1950-ben hozták be Dubajba, ekkor fektették le a telefonkábeleket is, s ugyancsak ekkor létesült a repülőtér. Ez az időszak egybeesett azzal, hogy az angolok közigazgatási hivatalai Sardzsából Dubajba kerültek. 1966-ban a település csatlakozott az újonnan függetlenné vált országhoz, Katarhoz, hogy egy új monetáris egységet hozzon létre, a katari / riál Dubait, a rúpia leértékelése után. Az olajat is ebben az évben fedezték fel Dubajban, mely után a város jelentős engedményeket nyújtott a nemzetközi olajipari vállalatoknak. Az olaj felfedezése a külföldi munkások tömeges beáramlásához vezetett, elsősorban indiaiak és pakisztániak érkeztek. Ennek eredményeképp a lakosság száma 1968-ról 1975-re 300%-kal nőtt a becslések szerint.
1971. december 2-án Dubaj, Abu-Dzabi és öt másik emirátus megalakította az Egyesült Arab Emírségeket, a britek elhagyták a Perzsa-öböl területét. 1973-ban Dubaj más emirátusokhoz is csatlakozott, hogy létrehozzák az egységes valutát: a dirhamot. Az 1970-es években Dubajnak tovább növekedtek az olajból és a kereskedelemből származó bevételei. 1979-ben hozták létre Dzsebel Ali (Jebel Ali) mesterséges kikötőjét, mely a világ legnagyobb mesterséges kikötője: a külföldi vállalatoknak korlátlan munkaerő-importot és exporttőkét biztosított.

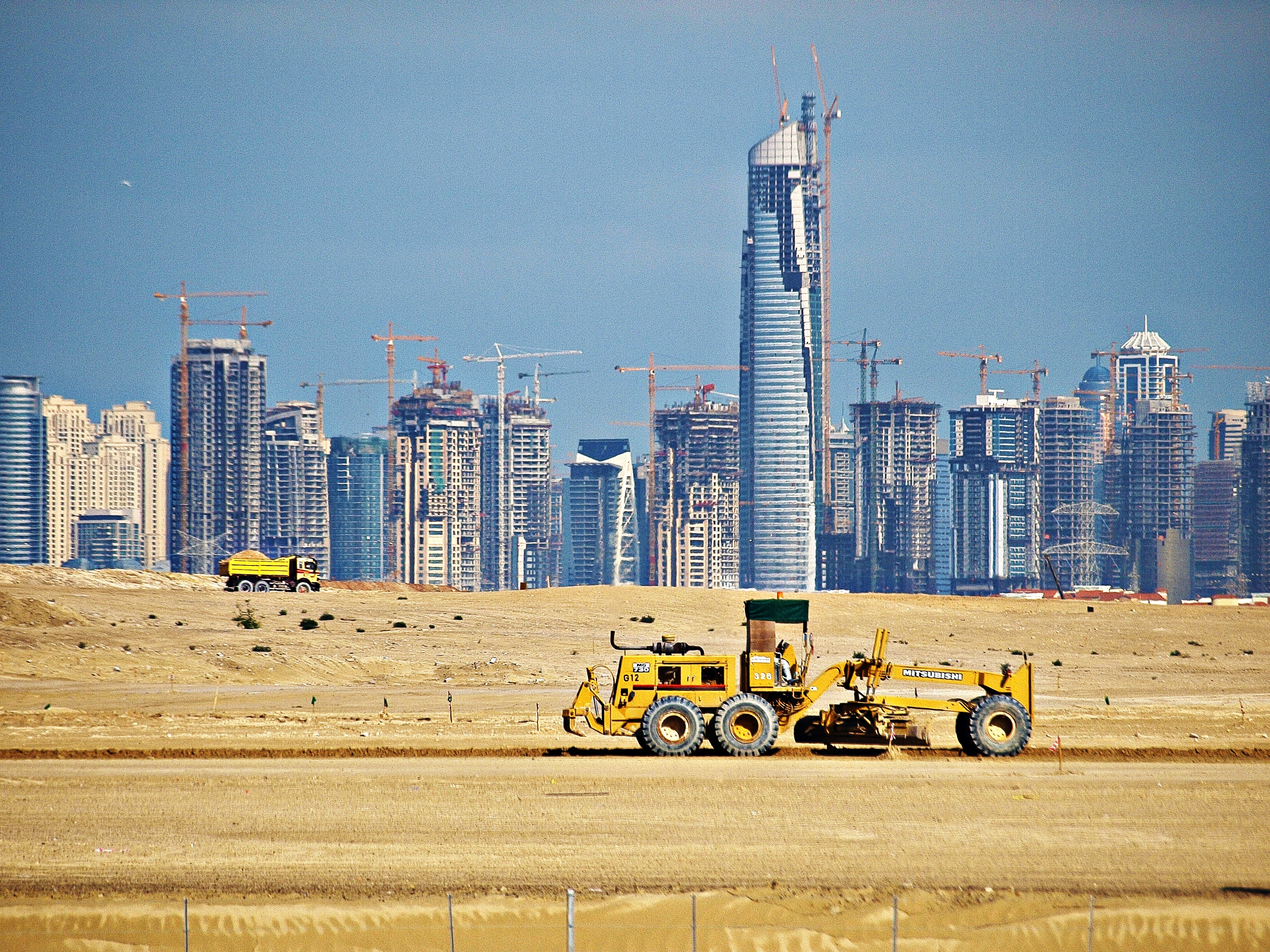
Dubaj a 21. század elején az egyik leggyorsabb ütemben fejlődő város a világon

Az 1990-ben kirobbant öbölháború óriási hatással volt a városra. A bizonytalan politikai feltételek miatt gazdaságilag a dubaji bankok sínylették meg igazán a történteket. Viszont az 1990-es évek folyamán sok külföldi kereskedelmi vállalat helyezte át székhelyét a városba, előbb Kuvaitból, még az öbölháború idején, majd később Bahreinből is. Az öbölháború utáni olajár-emelkedések arra ösztönözték a várost, hogy a szabad kereskedelemre és a turizmusra fókuszáljon.

### 21. század
A Dzsebel Ali kikötő sikerén felbuzdulva, Dubaj saját modelljét másolva újabb vámmentes zónákat létesített, így jött létre a Dubai Internet City, a Dubai Media City és a Dubai Maritime City is. A világ legmagasabb szabadon álló szállodájának, a Burdzs al-Arabnak felépítésével, illetve az új lakóingatlanok létesítésével Dubaj a turizmust választotta fő megélhetési forrásául. 2002 óta a városban a privát ingatlanbefektetések növekedése látható, melyek olyan beruházásokkal üdítik fel a várost, mint a mesterséges Pálma szigetek, a Világ-szigetek projekt vagy a Burdzs Kalifa. Ugyanakkor az erőteljes gazdasági növekedést az elmúlt években az inflációs ráta növekedése kíséri, amit részben az okozott, hogy közel kétszeresére emelkedtek a kereskedelmi és lakóingatlanok bérleti költségei, jelentősen növelve a lakosok megélhetési költségeit is.

## Földrajz

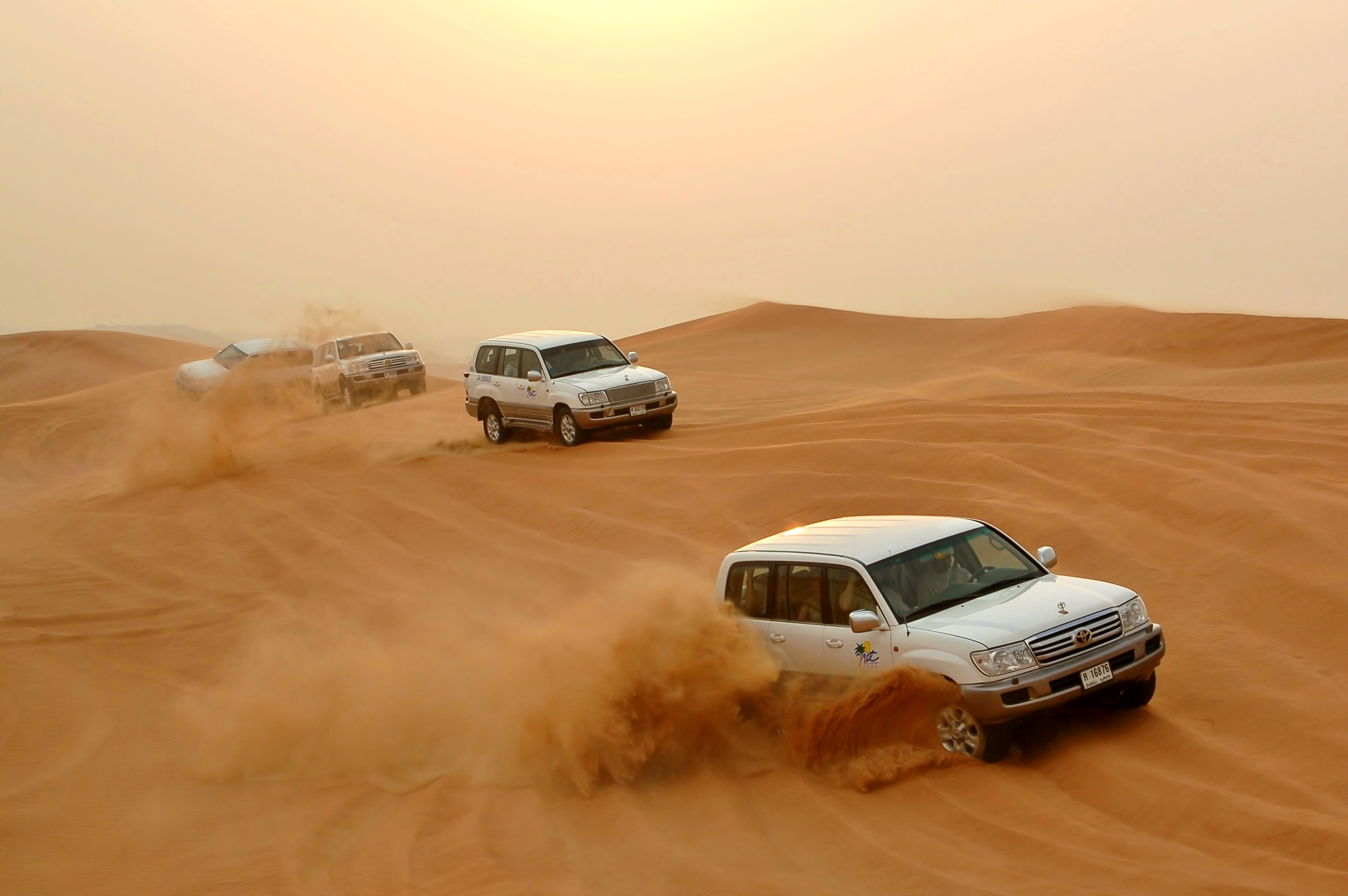
Terepjárók Dubaj homokjában

A város közvetlenül az arab sivatagban fekszik, topográfiája ugyanakkor jelentősen eltér az Egyesült Arab Emírségek déli részétől. Míg Dubaj tájait homokos sivatagi minták jellemzik, az ország déli régióira inkább a kavicssivatagok jellemzőek. A homok többnyire zúzott kagylóból és korallból áll, szép tiszta, fehér. A lapos homokos sivatag enged utat a Nyugati-Hádzsár (Hajar) hegységnek, mely Dubaj és az ománi Hatta határa mellett fut. A Nyugati-Hádzsár hegyláncának felszíne száraz, éles és töredezett, hegyei mintegy 1300 méteres magasságig emelkednek. Dubajnak nincsenek természetes folyói vagy oázisai, azonban van egy természetes öble, a Dubaj-öböl, mely elég mély ahhoz, hogy a nagy hajók átkeljenek rajta. Dubajban számos kanyon is van, a Nyugati-Hádzsár térségében. A hatalmas tengeri homokdűnék Dubaj déli részét jellemzik, melyek végül az „üres negyed” néven ismert sivatagba vezetnek.
Szeizmográfiailag Dubaj stabil zónában fekszik, a legközelebbi földrengésveszélyes terület is 120 kilométerre van az Egyesült Arab Emírségektől, melynek valószínűtlen, hogy bármilyen hatása is lenne a városra. Szakértők szerint a cunami lehetősége is minimális, mivel a Perzsa-öböl vize nem elég mély ahhoz, hogy cunami keletkezzen benne.

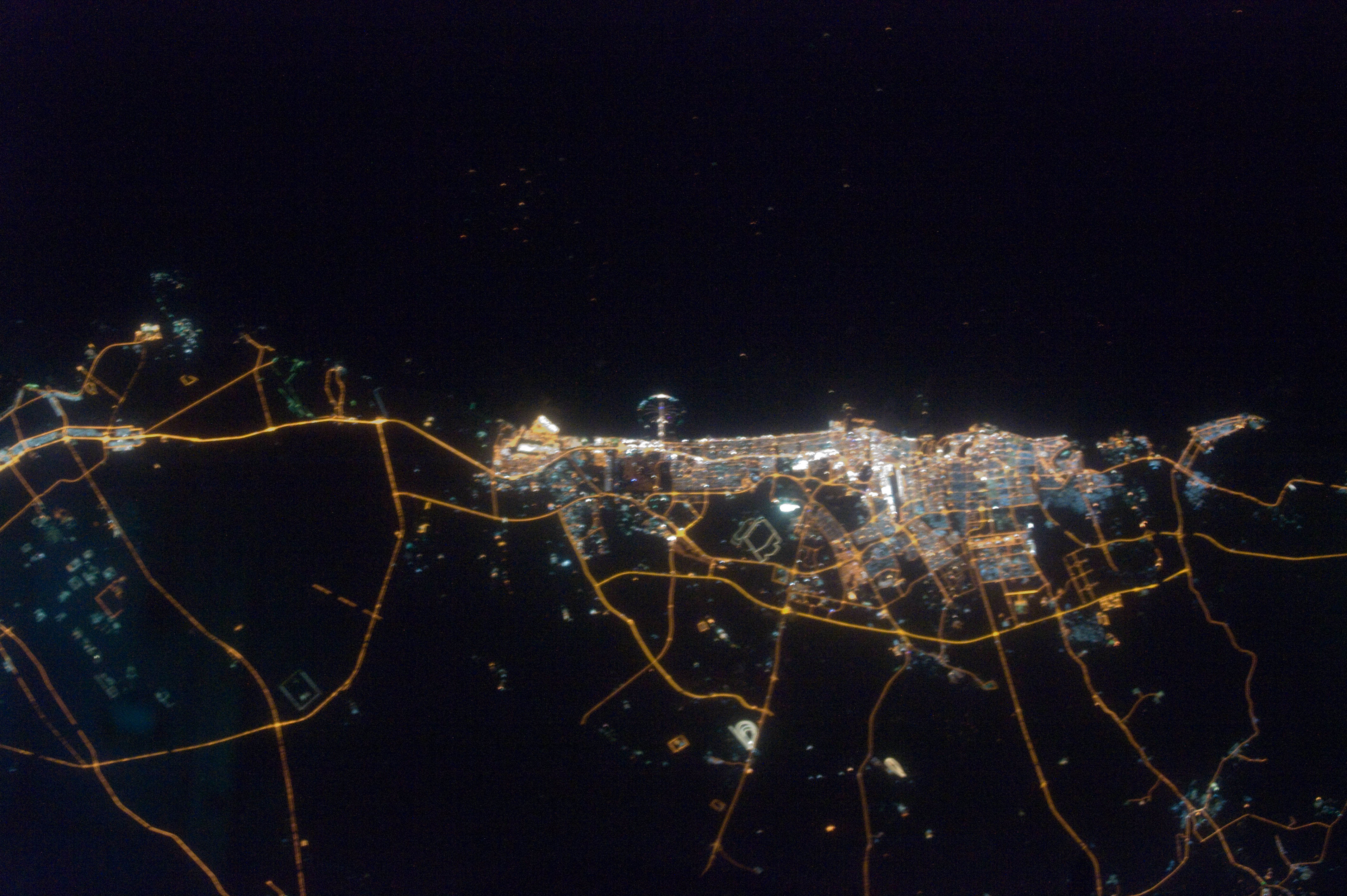
A város éjszakai műholdas felvétele a felhők fölé emelkedő felhőkarcolókkal (2009)

A várost körülvevő homokos sivatagot vadon élő füvek és pálmák ékesítik. Számos őshonos fa, mint például a miatyánkcserje, valamint a betelepített fák is, mint az eukaliptuszok, Dubaj természeti parkjait színesítik. A túzok, a csíkos hiéna, a sivatagi róka, a sólyom és az arab antilop a dubaji sivatag jellemző állatvilágának részei. Dubaj egét tavasszal és ősszel több mintegy 320 költöző madárfaj népesíti be, vizeiben több mint 300 halfaj fordul elő.
A Dubaj-öböl északkeleti-délnyugati irányban húzódik keresztül a városon. A város keleti részét Deira helysége formálja, melyet keleten Sárdzsa (Sharjah) követ, délen pedig Ál-Avír (Al Aweer) városa.

### Éghajlat
Dubajban sivatagi éghajlat uralkodik. A nyár rendkívül forró, hosszan tartó, szeles és párás, a legmagasabb hőmérséklet átlagosan 40 °C körül alakul, az éjszakai hőmérséklet pedig 30 °C körül van a legmelegebb hónapban, augusztusban. A legtöbb nap egész évben napos. A tél relatív hűvös vagy enyhe, a legmagasabb hőmérséklet átlagosan 24 °C, a leghidegebb hónapban, januárban pedig 14 °C az éjszakai hőmérséklet. A csapadék mennyisége azonban az elmúlt évtizedekben növekedett, a felgyülemlett csapadékmennyiség elérte az évi 110,7 mm-t. A dubaji nyarak a nagyon magas páratartalomról is ismertek, ami sokak számára nagyon kellemetlenné teheti a nyári, kivételesen magas harmatpontokat. A hőindex értéke nyár csúcsán a 60 °C-ot is meghaladhatja. Dubajban a legmagasabb feljegyzett hőmérséklet 48,8 °C.
A napsütéses órák száma magas, évi mennyisége kb. 3570 óra.
| Hónap                                                                  | Jan. | Feb. | Már. | Ápr. | Máj. | Jún. | Júl. | Aug. | Szep. | Okt. | Nov. | Dec. | Év   |
| ---------------------------------------------------------------------- | ---- | ---- | ---- | ---- | ---- | ---- | ---- | ---- | ----- | ---- | ---- | ---- | ---- |
| Rekord max. hőmérséklet (°C)                                           | 31,8 | 37,5 | 41,3 | 43,5 | 47,0 | 47,9 | 49,0 | 48,8 | 45,1  | 42,4 | 38,0 | 33,2 | 49,0 |
| Átlagos max. hőmérséklet (°C)                                          | 23,9 | 25,4 | 28,9 | 33,3 | 37,7 | 39,8 | 40,9 | 41,3 | 38,9  | 35,4 | 30,6 | 26,2 | 33,6 |
| Átlaghőmérséklet (°C)                                                  | 19,1 | 20,5 | 23,6 | 27,5 | 31,4 | 33,4 | 35,5 | 35,9 | 33,3  | 29,8 | 25,4 | 21,2 | 28,1 |
| Átlagos min. hőmérséklet (°C)                                          | 14,3 | 15,5 | 18,3 | 21,7 | 25,1 | 27,3 | 30,0 | 30,4 | 27,7  | 24,1 | 20,1 | 16,3 | 22,6 |
| Rekord min. hőmérséklet (°C)                                           | 7,7  | 7,4  | 11,0 | 13,7 | 15,7 | 21,3 | 24,1 | 24,0 | 22,0  | 15,0 | 10,8 | 8,2  | 7,4  |
| Átl. csapadékmennyiség (mm)                                            | 19   | 25   | 22   | 7    | 0    | 0    | 1    | 0    | 0     | 1    | 3    | 16   | 94   |
| Havi napsütéses órák száma                                             | 251  | 241  | 270  | 306  | 350  | 345  | 332  | 326  | 309   | 307  | 279  | 254  | 3570 |
| Forrás: Dubai Meteorological Office UAE National Center of Meteorology |      |      |      |      |      |      |      |      |       |      |      |      |      |

## Demográfia

### Népességének változása
| Lakosok száma | 2 106 177 | 2 502 715 | 3 286 620 | 3 331 420 | 3 564 931 |
|               | 2013      | 2016      | 2019      | 2020      | 2023      |

### Etnikai megoszlás
2013-ban a Dubaj Emírség lakosságának csak körülbelül 15%-át tették ki az Egyesült Arab Emírségek állampolgárai, a többiek pedig vendégmunkások vagy bevándorlók voltak, akik közül sokan már régóta, akár generációk óta az országban élnek, vagy az Egyesült Arab Emírségekben születtek.
A 2010-es évek elején a külföldről származó lakosság körülbelül 85%-a (és az emírség teljes lakosságának 71%-a) ázsiai eredetű volt, főként indiai (51%) és pakisztáni (16%); további jelentős ázsiai csoportok a bangladesiek (9%) és a filippínók (3%). A lakosság kb. negyede – egyes források szerint – Iránból származik. A 2010-es évek elején több mint 100 ezer brit élt Dubajban, a nyugatiak közül messze a legnagyobb csoportot alkotva.

### Nyelvi megoszlás
Az arab az Egyesült Arab Emírségek nemzeti és hivatalos nyelve. Az arab öböl béli dialektusát anyanyelvként beszélik az őslakosok. Az angolt második nyelvként használják.
A bevándorlás miatt a Dubajban beszélt további fő nyelvek az indiai és más ázsiai nyelvek: malajálam, hindi-urdu (vagy hindusztáni ), gudzsaráti, perzsa, szindhi, tamil, pandzsábi, pastu, bengáli, beludzsi, kannada, szingaléz, marathi, telugu, tagalog, kínai stb.

### Vallás
Az Egyesült Arab Emírségek alkotmányának 7. cikke szerint az iszlám az ország hivatalos államvallása. A kormány a mecsetek csaknem 95%-át támogatja, az imámok az állam alkalmazásában állnak. A mecsetek hozzávetőleges 5%-a teljesen magántulajdonú. Számos nagy mecset jelentős magántulajdonnal rendelkezik.
A városban nagy keresztény, hindu, szikh, baháʼí, buddhista és más vallási közösségek is élnek, valamint egy kicsi, de növekvő zsidó közösség.
A nem muszlim csoportok birtokolhatnak saját imaházat, ahol szabadon gyakorolhatják vallásukat. Azok a csoportok, amelyeknek nincs saját épületük, használhatják más vallási szervezetek létesítményeit vagy magánházakban tarthatnak istentiszteletet.
Egyesek szerint Egyesült Arab Emírségek a világ egyik legtoleránsabb helye a keresztényekkel szemben. 2020 tavaszán az Utolsó Napok Szentjeinek JKE is bejelentette az egyik dubaji templomának felépítését.

## Gazdaság

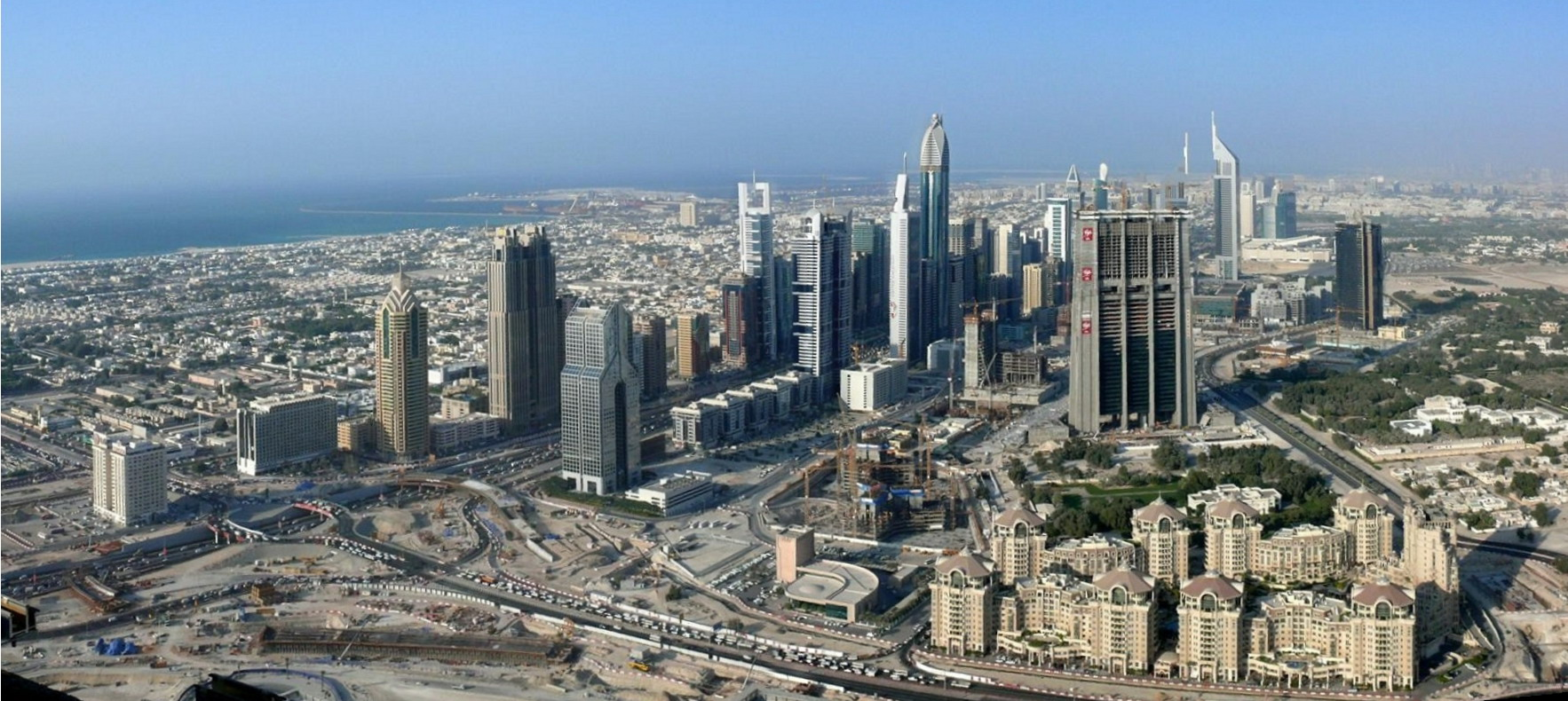
Dubaj a Burdzs Kalifa épületéből nézve (2007-ben)

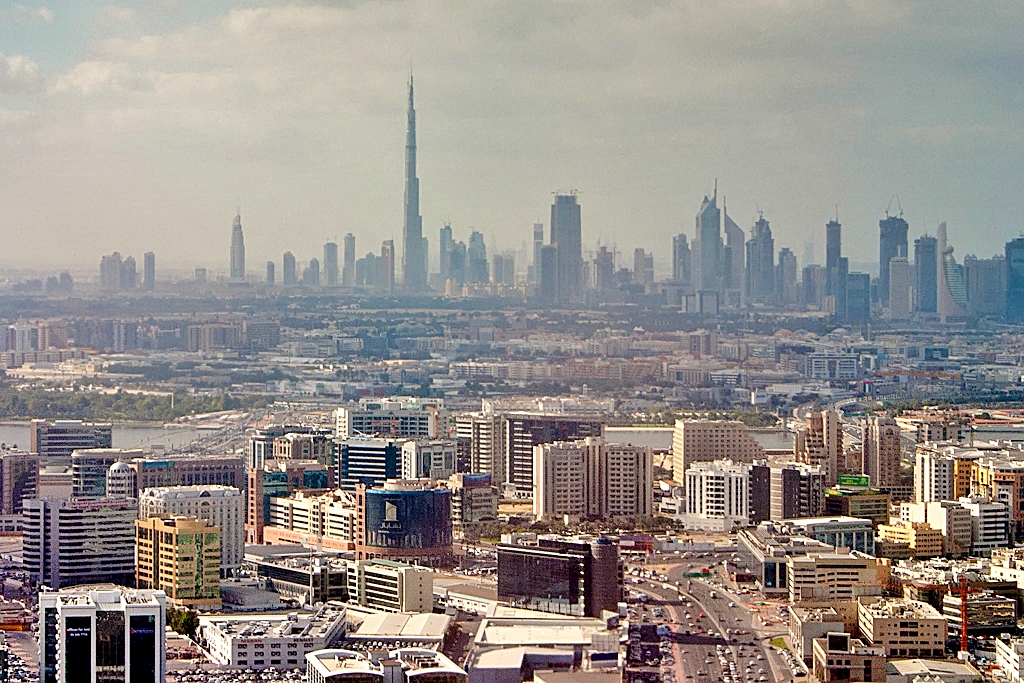
Dubaj toronyházai a háttérben 2009-ben

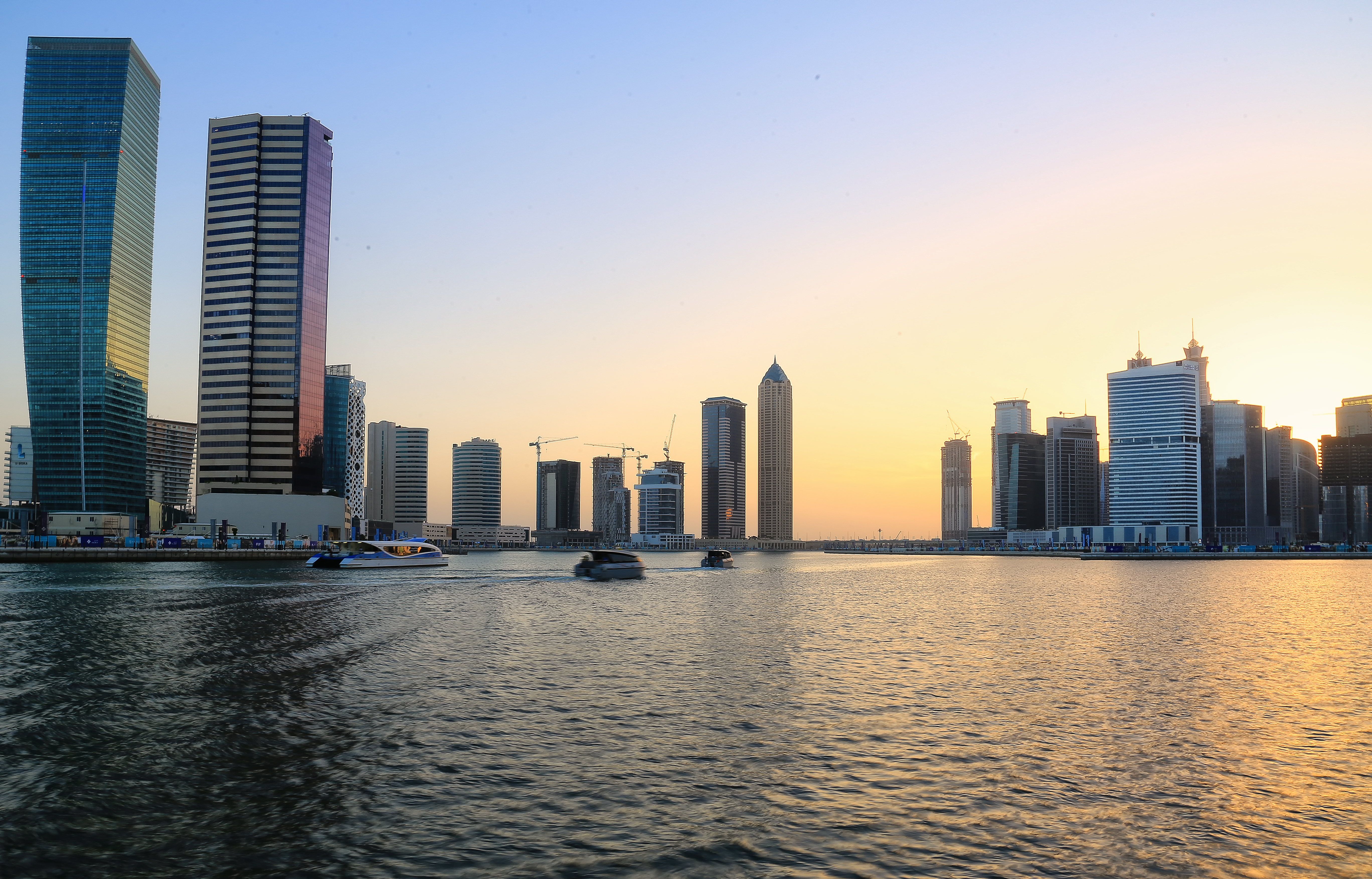
A Business Bay

Lásd még: a Dubaj gazdasága cikket
Dubaj napi 240 000 hordó olajat termel, és jelentős mennyiségű gázt a part menti területeken. Az emírség továbbá 2%-os részesedéssel bír az Egyesült Arab Emírségek gázbevételéből. Dubaj olajtartalékai jelentősen csökkennek, 20 éven belül várhatóan ki is merülnek. Gazdaságában az ingatlanberuházások, a kereskedelem és a pénzügyi szolgáltatások meghatározóak. Az emirátus vezető importáló országai Japán, Kína és az Amerikai Egyesült Államok. A legtöbb új épület, melyet a kikötők területén emeltek, a banki és pénzügyi központok fellegvára. Dubajban 1990-ig szabadon lehetett kereskedni az arannyal, így az indiai csempészkereskedelem központja volt, hiszen Indiában az arany behozatalát erősen korlátozták.
Az 1970-es években létesített Dzsebel Ali kikötő a világ leghatalmasabb mesterséges kikötője, konténerforgalmát tekintve a nyolcadik helyen áll. Dubaj szolgáltatóipari központként is fejlődik, elsősorban ami a szolgáltatásokat és pénzügyeket illeti, köszönhetően ágazatspecifikus vámmentes övezeteinek, amelyek behálózzák az egész várost. A Dubai Internet City a Dubai Media Cityvel működik együtt a TECOM részeként (Dubaji Technológiai, Elektronikus, Kereskedelmi és Média Hatóság), egyike az olyan enklávéknak, amelynek tagjai közé olyan informatikai cégek tartoznak, mint az EMC Corporation, az Oracle Corporation, a Microsoft vagy az IBM, és olyan médiaszervezetek, mint az MBC, a CNN, a BBC, a Reuters és az AP. Az országban jelentős nyugati cégek fektetnek be, mint az AT&T, a General Motors, a Heinz, a Shell és a Sony.
A Dubaji Pénzügyi Piacot mind a helyiek, mind a külföldiek számára 2000 márciusában (DFM) hozták létre mint a kereskedelmi értékpapírok és kötvények másodlagos piacát.
A kormány azon döntését, hogy változatossá tegye a kereskedelmi alapú, de olajra támaszkodó gazdaságot, egyrészről a szolgáltatóipar és a turisztikai ipar erősítésével kívánta elérni, ami másrészről 2004–2006 között az ingatlanok felértékeléséhez vezetett. A hosszabb távú értékelés, ugyanakkor az ingatlanok értékcsökkenését mutatja: 2001 és 2008 között bizonyos beruházásoknak 64%-kal csökkent az értéke. Ugyanakkor éppen a széles körű ingatlanfejlesztési projektek vezettek a világ legmagasabb felhőkarcolóinak és legnagyobb beruházásainak megvalósításához, mint a Burdzs Kalifa, a Pálma szigetek, valamint a világ legmagasabb és legdrágább szállodája, a Burdzs al-Arab. A város ingatlanpiaca az elmúlt években mégis visszaesett, a lassuló gazdasági környezet hatására. Mohammed al-Abbar a 2008 decemberében megrendezett sejkek tanácsán azt mondta a nemzetközi sajtó képviselőinek, hogy az építkezésekért felelős Emaar cégcsoportnak 70 milliárd amerikai dolláros hitele, Dubajnak pedig további 10 milliárd dolláros hitele van, miközben a becslések 350 milliárdra becsülik azt, amik az ingatlanokban fekszenek. A turizmus amúgy is prioritás Dubajban, a kormány szerint 2010-re évi 15 millió turistát akartak fogadni. Ezért is építették a legmagasabb, a legnagyobb, a legelső épületcsodákat.
A Dubaji nemzetközi repülőtér Deira déli részén található. A dubaji ingatlanberuházások nagy része a Dubaj-öböl nyugati felére koncentrálódik, a Dzsumeira parti öv mentére. Ezen a szakaszon emelkedik a Burdzs al-Arab (Arabok tornya) épülete is, de szintén itt találjuk a legfontosabb kikötőket. Dubajnak 5 főútvonala van, melyek összekötik a várost az emírségekkel, ezek közül a legismertebb az E11, azaz a Sejk Zajed sugárút, amely mentén több mint 100 méteres felhőkarcolók is sorakoznak.

## Közlekedés
A dubaji közlekedést a Roads and Transport Authority (RTA), a dubaji kormány 2005-ben királyi rendelettel létrehozott szervezete irányítja. A tömegközlekedési hálózat a múltban zsúfoltsági és megbízhatósági problémákkal küzdött, amelyeket egy nagyszabású beruházási programmal kezeltek, amelynek keretében több mint 70 milliárd AED értékű fejlesztést terveznek befejezni 2020-ig, amikor a város lakossága az előrejelzések szerint meghaladja a 3,5 milliót. 2009-ben a dubaji városvezetés statisztikái szerint a városban a becslések szerint 1 021 880 autó volt. 2010 januárjában a tömegközlekedést használó dubajiak aránya mindössze 6% volt.

### Közút
Öt fő útvonal – E 11 (Sheikh Zayed Road), E 311 (Sheikh Mohammed Bin Zayed Road), E 44 (Dubai-Hatta Highway), E 77 (Dubai-Al Habab Road) és E 66 (Oud Metha Road, Dubai-Al Ain Road, vagy Tahnoun Bin Mohammad Al Nahyan Road) – fut keresztül Dubajon, összekötve a várost más városokkal és emírségekkel. Ezenkívül számos fontos városon belüli útvonal, mint például a D 89 (Al Maktoum Road/Airport Road), a D 85 (Baniyas Road), a D 75 (Sheikh Rashid Road), a D 73 (Al Dhiyafa Road), a D 94 (Jumeirah Road) és a D 92 (Al Khaleej/Al Wasl Road) köti össze a város különböző pontjait. A város keleti és nyugati részét az Al Maktoum híd, az Al Garhoud híd, az Al Shindagha alagút, a Business Bay Crossing és az Floating híd köti össze.
A dubaji tömegközlekedési rendszert az RTA működteti. A buszrendszer 140 útvonalon közlekedik, és 2008-ban több mint 109 millió embert szállított. 2010 végére 2100 busz közlekedett a városban. 2006-ban a közlekedési vállalat bejelentette, hogy 500 légkondicionált buszvárót építtet, és további 1000-et tervez az emírségekben, hogy ösztönözze a közösségi autóbuszok használatát.
Bár a legtöbben mégis saját gépjárművel közlekednek, Dubajnak kiterjedt taxihálózata is van, melyet szintén az RTA működtet. A dubaji engedéllyel rendelkező taxik könnyen felismerhetők a krémszínű karosszériáról és a különböző tetőszínekről, amelyekkel az üzemeltető azonosítható. A legnagyobb üzemeltető a Dubai Taxi Corporation, az RTA egyik részlege, amelynek taxijai piros tetővel rendelkeznek. Öt magánüzemeltető van: Metro Taxis (narancssárga tető); Network Taxis (citromsárga tető); Cars Taxis (kék tető); Arabia Taxis (zöld tető); és City Taxis (lila tető). Ezen kívül létezik egy Ladies and Families taxiszolgáltatás (rózsaszín tetővel) női sofőrökkel, amely kizárólag a nők és gyermekek számára nyújt szolgáltatást. Az emírségben több mint 3000 taxi működik, amelyek naponta átlagosan 192 000 utat tesznek meg, és mintegy 385 000 személyt szállítanak. 2009-ben a taxik száma meghaladta a 70 millió fuvart, és mintegy 140,45 millió utast szolgáltak ki.

### Légi közlekedés

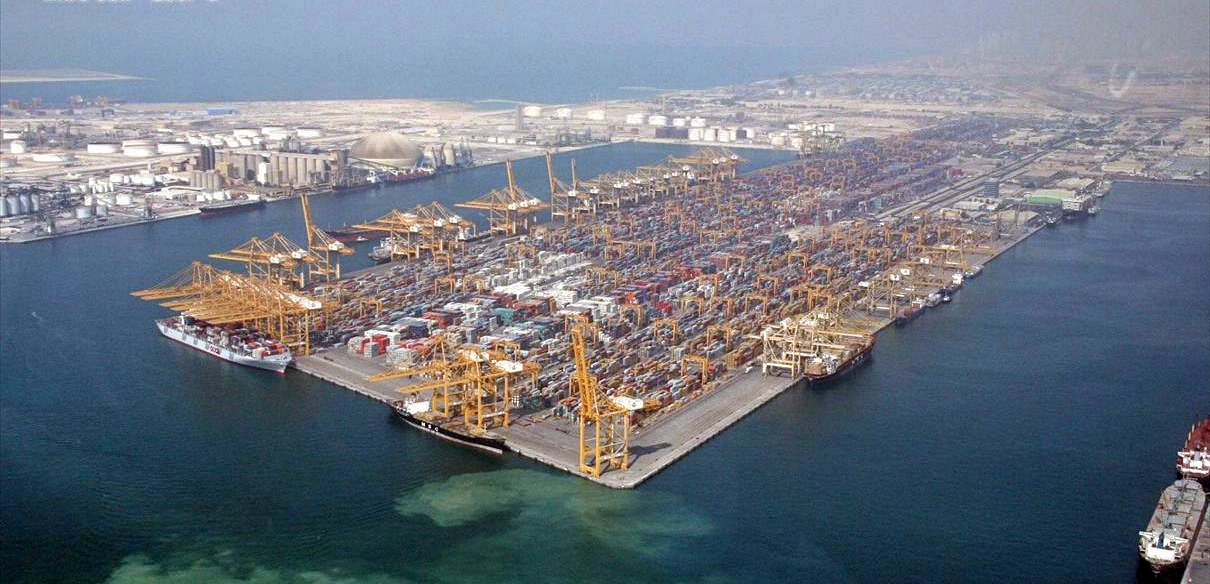
A Dzsebel Ali kikötője

A dubaji nemzetközi repülőtér (IATA: DXB), az Emirates légitársaság bázisa, Dubaj városát és az ország más emírségeit szolgálja ki. A repülőtér az utasforgalom alapján a világ harmadik legforgalmasabb repülőtere, a nemzetközi utasforgalom alapján pedig a világ legforgalmasabb repülőtere. Amellett, hogy fontos utasforgalmi csomópont, a repülőtér a világ hatodik legforgalmasabb teherforgalmi repülőtere, 2014-ben 2,37 millió tonna rakományt kezelt. Az Emirates Dubai nemzeti légitársasága. A 2018-as állapot szerint nemzetközi szinten működött, hat kontinens több mint 70 országának több mint 150 célállomását szolgálva ki.

Az Al-Maktúm nemzetközi repülőtér (IATA: DWC) fejlesztését 2004-ben jelentették be. A fejlesztés első ütemében megnyílt egy A380-gépekre alkalmas futópálya, 64 távoli állóhely, egy évi 250 000 tonna teherszállítmány befogadására alkalmas teherterminál és egy évi ötmillió utas fogadására tervezett utasterminál-épület. Miután elkészül, a Dubai World Central-Al Maktoum International lesz a világ legnagyobb repülőtere öt kifutópályával, négy terminálépülettel, illetve 160 millió utas és 12 millió tonna teherszállítmány befogadására lesz alkalmas.

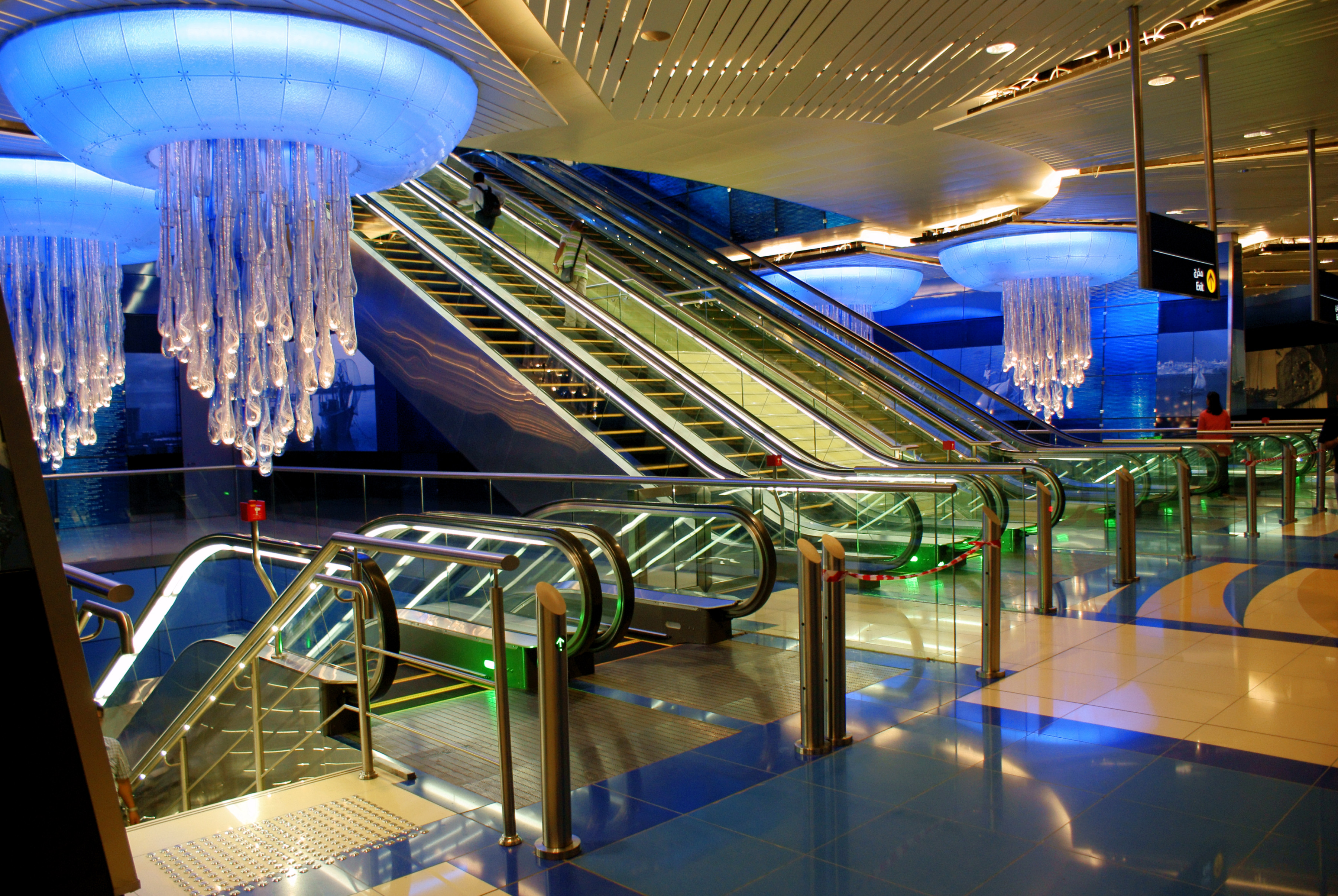
A város metrójának egyik állomása

### Metróhálózat
A dubaji metró két vonalból áll (a piros és a zöld vonal), amelyek a város pénzügyi és lakónegyedeiben közlekednek. A metró 2009 szeptemberében nyílt meg. A metró üzemeltetéséért a brit székhelyű nemzetközi szolgáltató vállalat, a Serco felel.
2020-ig bezárólag a piros vonal fő gerincvonala 29 állomással (4 földalatti, 24 magasvasúti és 1 földfelszíni) rendelkezik, és a Rashidiya állomástól a Dzsebel Aliban található UAE Xchange állomásig közlekedik. A zöld vonal, amely az Etisalat állomástól a Creek állomásig közlekedik, 20 állomással rendelkezik (8 földalatti, 12 magasvasúti). A piros vonal meghosszabbítása, amely bekötötte a vonalba az EXPO 2020 helyszínét 2021. június 1-jén nyílt meg. Egy kék és egy lila vonalat is terveznek. A dubaji metró az első városi vasúthálózat az Arab-félszigeten. A vonatok teljesen automatizáltak és vezető nélküliek.

### Egysínű vasút a Dzsumeira Pálmán
A Pálma-szigetet a szárazfölddel összekötő egysínű vasútvonal 2009. április 30-án nyílt meg. Ez az első egysínű vasút a Közel-Keleten. Tervezik a dubaji metró piros vonalához való csatlakozását.

### Villamoshálózat
Dubaj 2008 áprilisa óta két, egymástól függetlenül épülő villamosprojekttel is rendelkezik, a belvárosi Burdzs Dubaj villamossal, valamint az asz-Szufúh névre hallgatóval. Az első vonal Al Sufouh ↔ Jumeirah Beach viszonylatban 2014. november 11-én került átadásra.

### Vízi közlekedés
A Dzsebel Ali egy mélytengeri kikötő Dubaj mellett, a két pálmasziget között. A 2010-es években a világ kilencedik legforgalmasabb kikötője, valamint a Közel-Kelet legnagyobb és messze legforgalmasabb kikötője. Az 1970-es évek végén építették.
Az abrák hagyományos, kisebb méretű hajók, amik a Dubaj-öböl (Dubai Creek) két partja között szállítják az utasokat.

## Kultúra

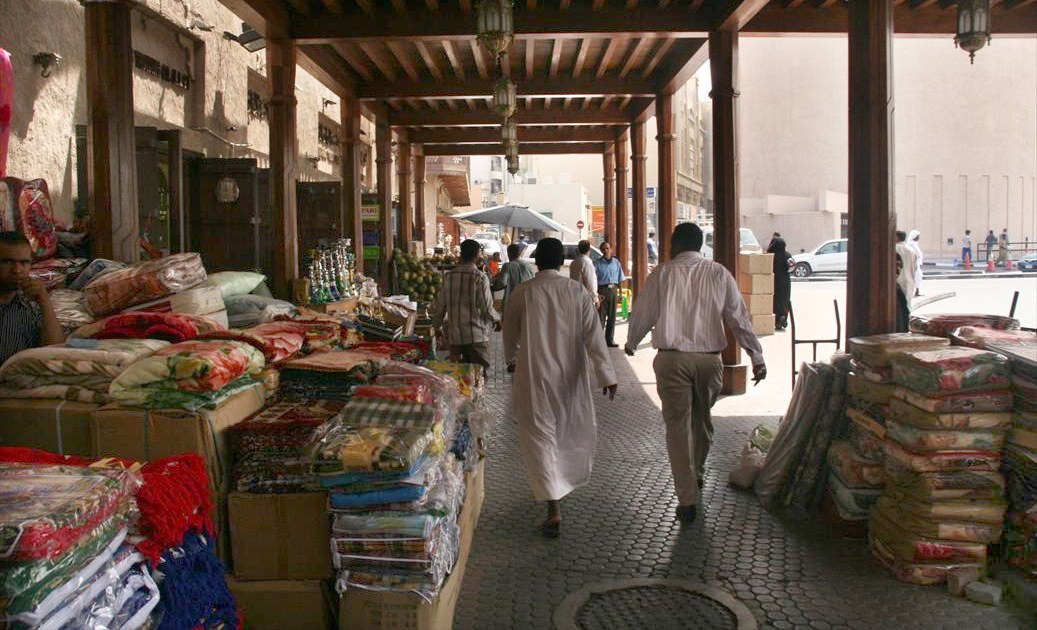
Egy szúk (bazár) a Deira negyedben

Dubaj népessége sokszínű és multikulturális közösség. A város kulturális lenyomatát eredetileg egy kis, etnikailag homogén közösség adta, amit fokozatosan megváltoztatott más etnikai csoportok beáramlása; először az irániaké az 1900-as évek elején, majd később az indiaiaké és a pakisztániaké az 1960-as években. A lakosság sokszínűsége ellenére ritkák az etnikai feszültségek. A legnagyobb ünnepek közé tartozik az Eid al Fitr, ami a Ramadán végét jelenti, illetve a nemzeti ünnep, december 2., mely az Egyesült Arab Emírségek születésének évfordulóját jelöli. Az évente megrendezésre kerülő Dubaji Vásárlófesztivál (Dubai Shopping Festival) és a Dubai Nyári Meglepetések több mint négymillió látogatót vonzanak a városba; a bevételek meghaladják az egymilliárd amerikai dollárt. Több konferenciát, kiállítást és kulturális rendezvényt is szerveznek a vásárfesztivál egy hónapos időtartamára időzítve, ezzel is jelentősen növelve a Dubajba látogató turisták és üzletemberek számát. A fesztivál ideje alatt több hotel is 60 százalékos kedvezményt ad szobáira, sőt a vendégek nem ritkán több mint húsz százalékkal olcsóbban étkezhetnek éttermeikben. A nagy bevásárlóközpontok a városban, mint például a Deira City Centre, a BurJuman és az Ibn Battuta Mall mágnesként vonzzák a vásárlókat a régióba, ahogy a helyi kis piacok, a szukok (souk) is népszerűek.

### Gasztronómia
A dubaji konyha változatossága a társadalom kozmopolita jellegét tükrözi. Az arab ételek nagyon népszerűek, bárhol megkóstolhatjuk őket a városban, válasszuk akár a kis kiméréseket, akár Deira vagy Al Karama elit éttermeit. A kínai és dél-ázsiai gyorsétkezdék is igen kedveltek, a sertéshús értékesítése és fogyasztása sem illegális, bár az eladást szabályozzák, csak nem muszlimoknak árusítható a kijelölt területeken. Hasonló a helyzet az alkoholos italok esetében is. Az alkoholvásárláshoz engedély szükséges, bár a négy- és ötcsillagos hotelek bárjaiban és éttermeiben hozzáférhetőek.

#### Film és zene
A város ad otthont az évente megrendezett Dubaji Nemzetközi Filmfesztiválnak, amely az arab és a nemzetközi mozi ünnepelt sztárjait is Dubajba vonzza. A város zenei színtéren is aktív, többek közt Tarkan, az Aerosmith, Santana, Elton John, Pink és Céline Dion is felléptek már itt. A Dubaji Rockfesztivál pedig a heavy metal és a rock szerelmeseit nyűgözheti le.

#### Sport
A legnépszerűbb sportok Dubajban a labdarúgás és a krikett. 2005-ben a Nemzetközi Krikett-tanács is Dubajba tette át Londonból a székhelyét. A város számos indiai–pakisztáni mérkőzésnek adott otthont. A Dubai Desert Classic a profi golfszövetség tornáinak egyik állomása. A Dubai Open, az ATP tenisztorna, valamint a Dubai World Cup, azaz a világ leggazdagabb lovainak versenye évente sok ezreket vonzanak. A legjelentősebb helyi sportlétesítmények a Dubai Sports City és az Aviation Club Tennis Centre.

#### Szórakozás
Dubaj éjszakai életéről is ismert. A klubok és bárok többnyire a hotelekben találhatók a szeszesital-törvények miatt. 2008-ban a The New York Times is Dubajt ajánlotta a bulizni kívánó turistáknak.
A legkedveltebb szabadidős tevékenységek Dubajban a brunch, a sivatagi szafari és kempingezés. A brunch a reggeli és az ebéd összeházasításából született: nem más mint egy délutánba nyúló, hosszú ebéd. A hétvége Dubajban péntekre és szombatra esik, így a pénteki brunch az egyik legkedveltebb hétvégi időtöltés. Bármelyik hotelba vagy klubba látogat is el a turista, pénteken pazar választékra számíthat. Dubaj családcentrikussága folytán a gyerekek szórakoztatásáról is mindig gondoskodnak a hotelek a brunchok alkalmával.
Az evés-ivás mellett természetesen rengeteg más lehetőséget is kínál a város a szabadidő kellemes eltöltésére. Színház, mozi, koncertek, lóverseny, vízi sportok. Dubajban lehetséges egyik nap a tengerparton sütkérezni, másnap a híres Ski Dubaiban síelni, ahogy számtalan élményfürdő és színházi programok is rendelkezésre állnak.

## Turizmus

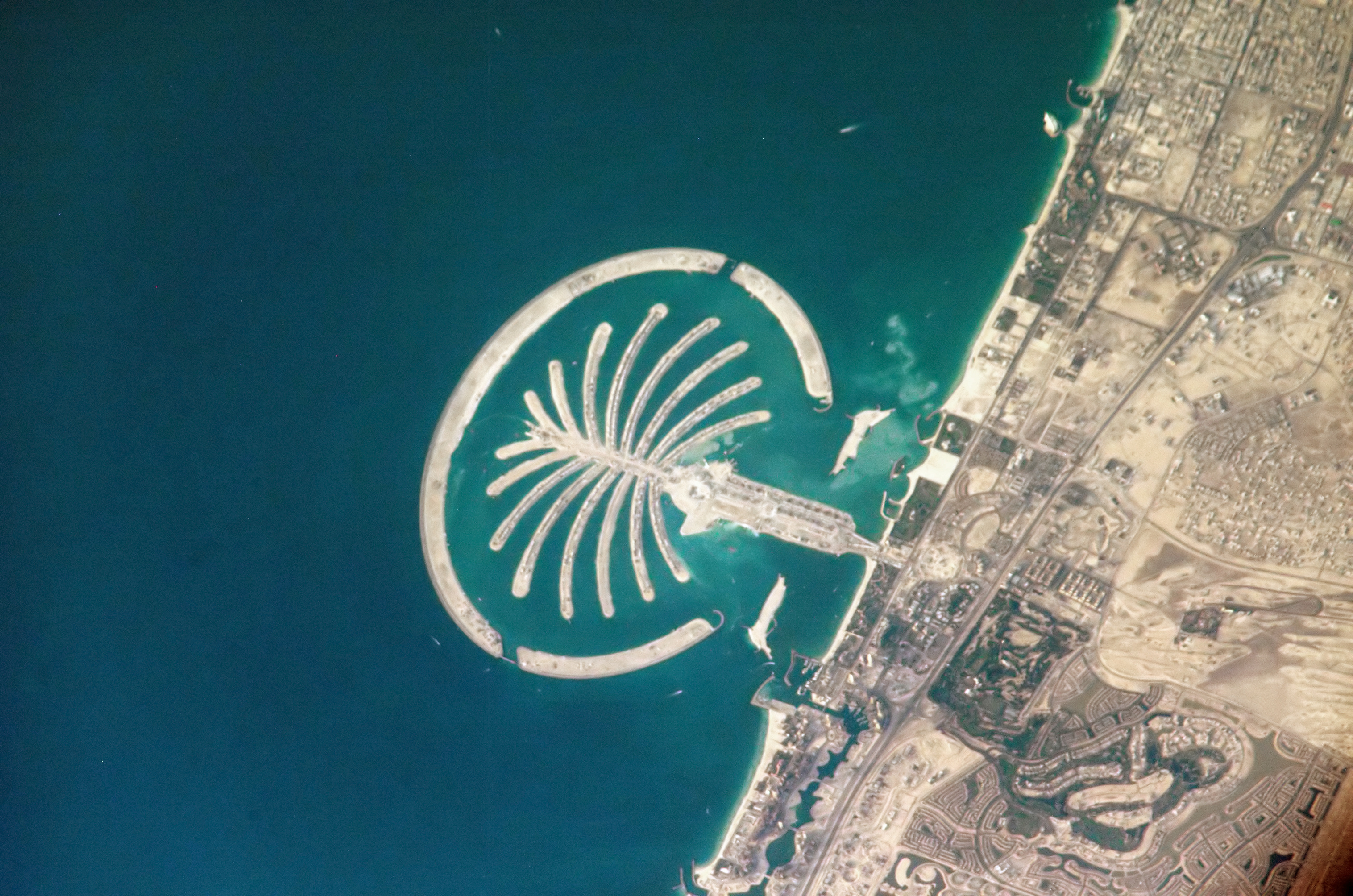
A Dzsumeira Pálma látványa az űrből nézve

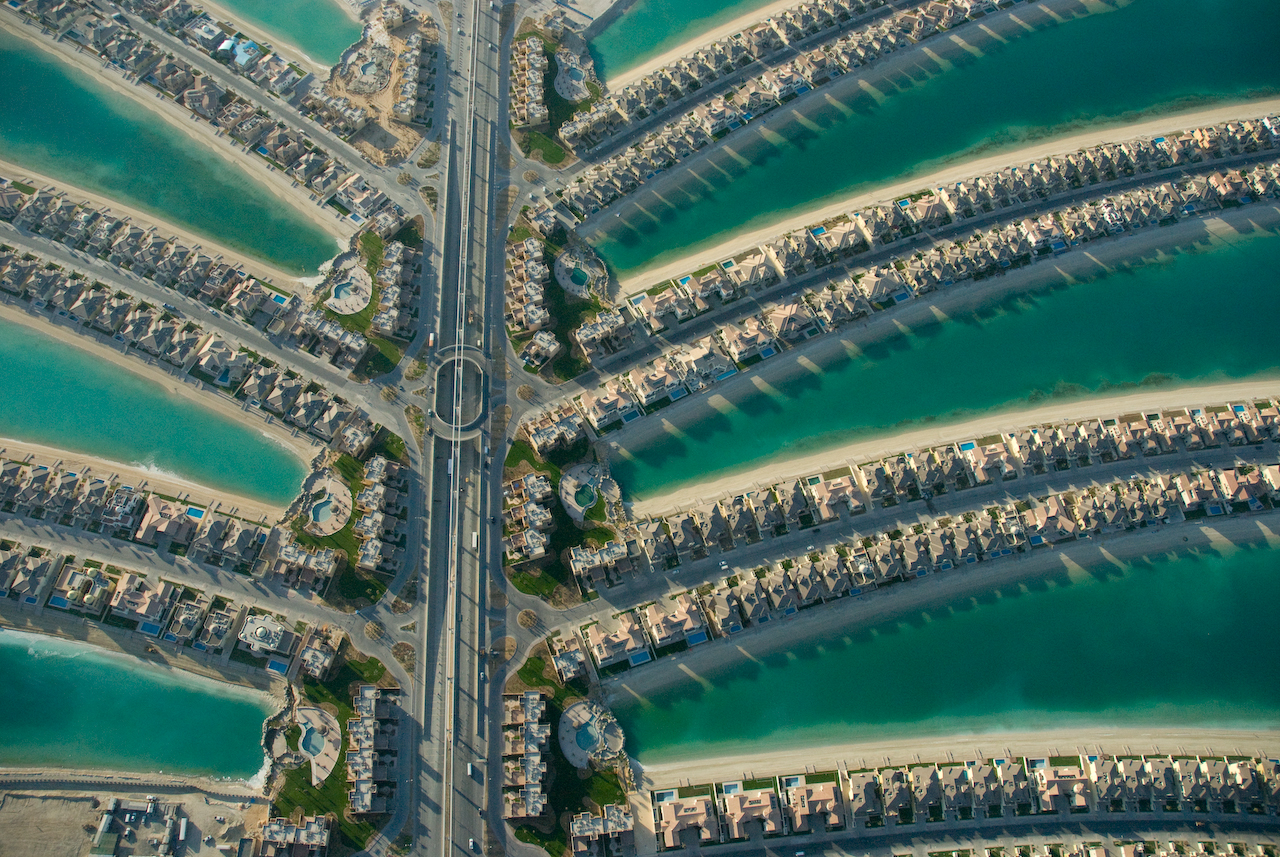
A Dzsumeira Pálma koronája (2008)

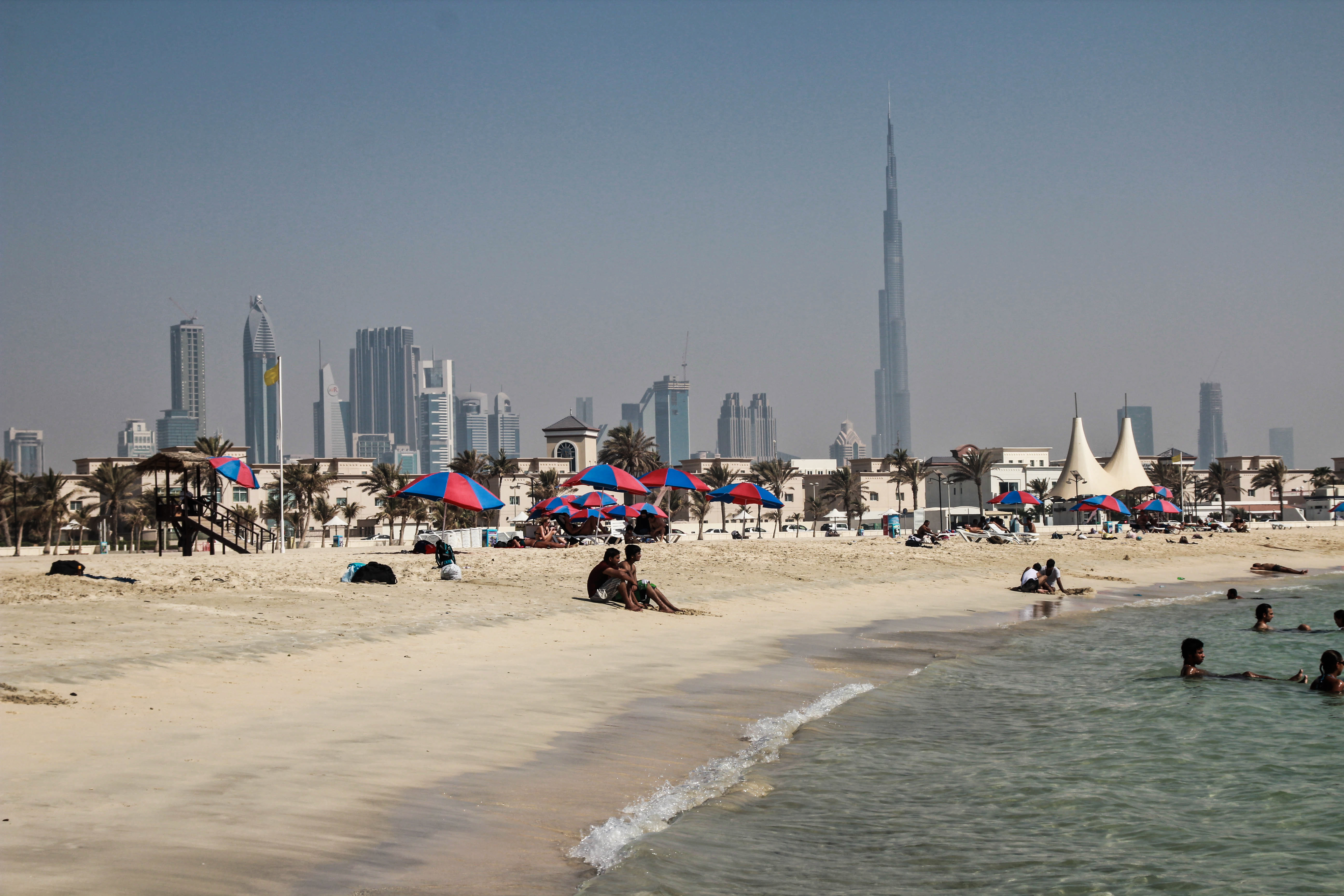
Strand a Dzsumeirán

Dubaj hajdan a kereskedőket és a tengerészeket vonzotta, manapság leginkább kíváncsi turistákat. 1990-ben 450 000 nemzetközi látogatót fogadott az emirátus, míg 2022-ben már 14,36 milliót.
Jelmondata: „Mindent egy helyen!” Ennek megfelelően az Egyesült Arab Emírségekbe látogatók akár egy nap alatt is ízelítőt kaphatnak itt az országból, mivel a változatos vidékek, látnivalók kis területen találhatók. Dubaj néhány évtized alatt hatalmas változásokon ment keresztül a kőolajnak köszönhetően. Hatalmas luxusvillák, fényűző szállodák, bevásárlóközpontok épültek fel pár hónap alatt, ultramodern metropolisszá formálva a várost.
Dubajba látogatva érdemes felkeresni piacait. A Dubai Creek környékén található arany-, textil- és fűszerpiac óriási kínálattal bír.

### Nevezetességek
- Burdzs al-Arab (Arabok tornya): A leghíresebb és egyben az egyik legdrágább hotel, a világ első hétcsillagos szállodája. Az arab vitorlás hajót formázó épület tervezésénél egy olyan építészeti alkotást próbáltak létrehozni, amely Dubaj szimbólumává válhat.
- Burdzs Kalifa (Kalifa-torony): A világ legmagasabb épülete, szuper magas felhőkarcoló. 2010. január 4-én adták át a nagyközönségnek, magassága 828 méter. Az épületben szállodák, üzletek, irodák és luxuslakások kaptak helyet.
- 23 Marina: felhőkarcoló, a világ második legmagasabb épülete.
- Végtelenség-torony (Infinity Tower): 2006 óta épült felhőkarcoló, 330 méter magas és 73 szintes.
- The Museum of the Future (A Jövő Múzeuma): 2022-ben nyitotta meg kapuit a különleges alakú múzeum.[57]

#### Mesterséges szigetek
- Dzsumeira Pálma (Palm Jumeirah): Egy pálmafát formázó mesterséges sziget, a legkisebb a három pálma közül, melyen szállodák és luxusvillák kaptak helyet.
- Dzsebel Ali Pálma (Palm Jebel Ali): Az előbbinél másfélszer nagyobb, szintén pálma alakú sziget. (építés alatt)
- Deira Pálma (Palm Deira): Ez utóbbinál is másfélszer nagyobb, ugyancsak pálma alakú sziget, melyhez néhány kisebb-nagyobb, eltérő alakú sziget is kapcsolódik. (építés alatt)
- Világ-szigetek (The World / The World islands): A világ földrészeit megformáló, háromszáz különböző méretű szigetből álló szigetcsoport. (építés alatt)
- Dubai Waterfront (vagy csak egyszerűen Waterfront): A világ legnagyobb tengerparti beruházása. A projektcsatornák és mesterséges szigetek kialakítását foglalja magában Dubaj utolsó, 15 kilométeres beépítetlen tengerparti szakaszán. Lakáscélú, kereskedelmi és üdülési zónákat alakítanak majd ki itt.[58]

#### Bevásárlóközpontok
- Dubai Mall: A világ egyik legnagyobb bevásárlóközpontja számtalan világmárkával és egy hatalmas akváriummal.[59]
- Mall of the Emirates: Bevásárlóközpont, amelyben mesterséges sípálya is található.
- Wafi Mall: Üzletei között nemsokára megtalálható lesz a magyar herendi porceláné is.[60]

## Uralkodók

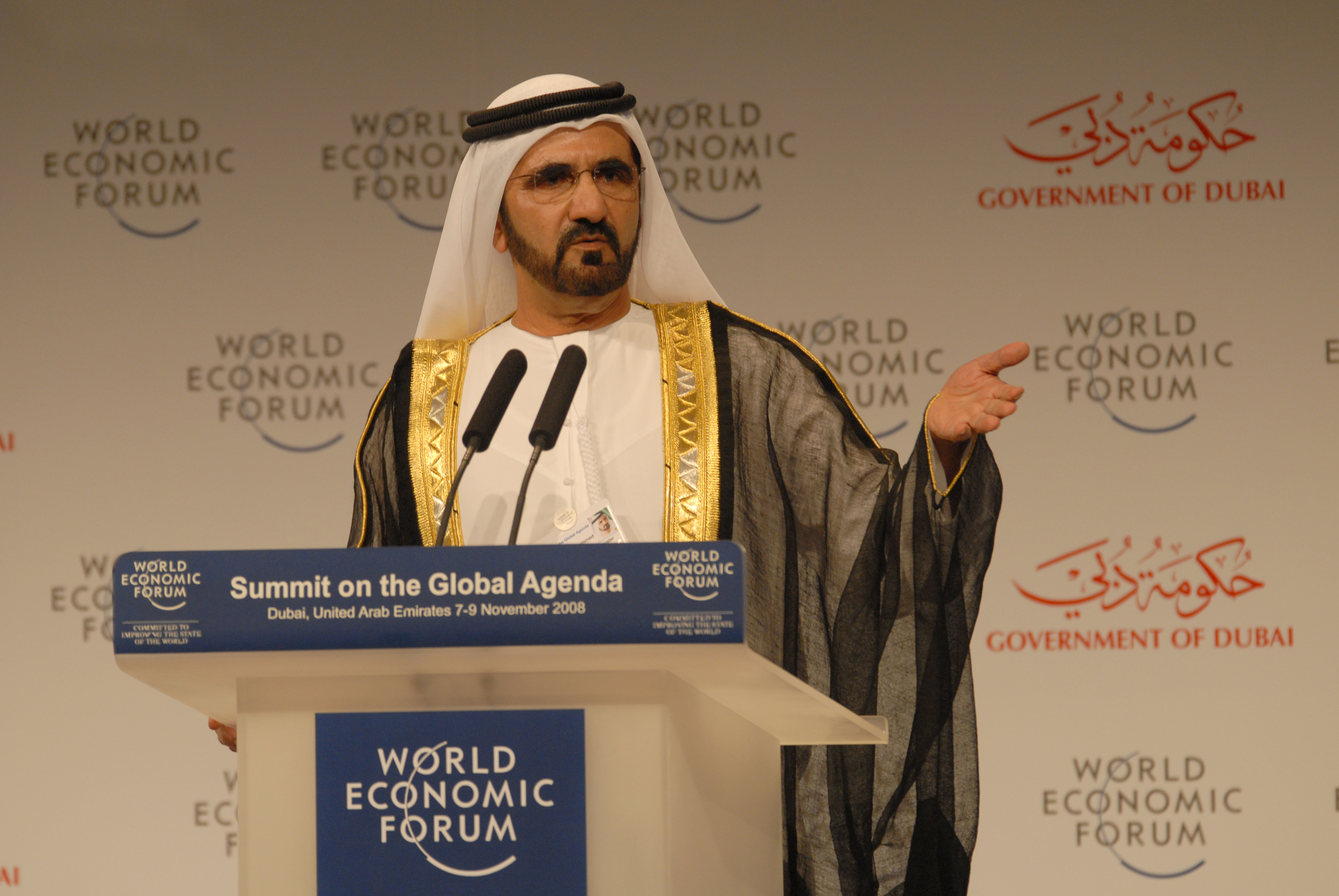
Mohammed Bin Rásid Ál Maktúm

- Maktúm bin Buti (1833–1852)
- Szaíd bin Buti (1852–1859)
- Haser bin Maktúm (1859–1886)
- Rásid bin Maktúm (1886–1894)
- Maktúm bin Haser (1894–1906)
- Buti bin Szuhajl (1906–1912)
- Szaíd bin Maktúm (1912–1958)
- Rásid bin Szaíd (1958–1990)
- Maktúm bin Rásid (1990–2006)
- Mohammed bin Rásid (2006 óta)

## Testvértelepülések
Dubaj testvérvárosi kapcsolatban van az alábbi városokkal:
| - Bagdad, Irak - Barcelona, Spanyolország - Bejrút, Libanon - Brisbane, Ausztrália - Caracas, Venezuela - Cheb, Csehország - Detroit, USA - Damaszkusz, Szíria - Dundee, Egyesült Királyság - Genf, Svájc - Santo Domingo, Dominikai Köztársaság - Frankfurt, Németország - Gold Coast, Ausztrália - Hongkong, Hongkong - Granada, Spanyolország | - Kanton, Kína - Isztambul, Törökország - Dzsidda, Szaúd-Arábia - Kabul, Afganisztán - Karacsi, Pakisztán - Kish Island, Irak - Kuvaitváros, Kuvait - Los Angeles, USA - Monterrey, Mexikó - New York, USA - Wishaw, Skócia - Moszkva, Oroszország - Medellín, Kolumbia - Oszaka, Japán - Párizs, Franciaország | - Rio de Janeiro, Brazília - Csennai, India - Gandhinagar, India - Hyderabad, India - Phoenix, USA - San Juan, Puerto Rico - Sanghaj, Kína - Szentpétervár, Oroszország - Tanger, Marokkó - Teherán, Irán - Bengázi, Líbia - Vancouver, Kanada - Vágújhely, Szlovákia - Bogotá, Kolumbia - Puszan, Dél-Korea |